# Indische Badmintonmeisterschaft 1969/70
Die Indische Badmintonmeisterschaft der Saison 1969/70 fand in Kalkutta statt. Es war die 34. Austragung der nationalen Titelkämpfe im Badminton in Indien.

## Titelträger
| Disziplin    | Sieger                       |
| ------------ | ---------------------------- |
| Herreneinzel | Dipu Ghosh                   |
| Dameneinzel  | Damayanti Tambay             |
| Herrendoppel | Dipu Ghosh Raman Ghosh       |
| Damendoppel  | Shobha Moorthy Morin Mathias |
| Mixed        | Asif Parpia Rafia Latif      |